# Artena rubida
Artena rubida là một loài bướm đêm trong họ Erebidae.